# Emiliano Amor
Emiliano Javier Amor (* 16. Mai 1995 in Buenos Aires) ist ein in Argentinien geborener syrischer Fußballspieler. Der Innenverteidiger ist seit Juni 2024 syrischer Nationalspieler.

## Karriere

### Verein
Unter Trainer Turu Flores debütierte Emiliano Amor mit 18 Jahren für CA Vélez Sarsfield in der argentinischen Primera División 2014. Während der Amtszeit von Miguel Ángel Russo wurde der Defensivakteur in der ersten Hälfte der argentinischen Primera División 2015 Stammspieler bei Vélez und bestritt 14 Spiele, in denen er zweimal traf.
Am 18. Januar 2018 unterschrieb Amor einen Leihvertrag beim Major-League-Soccer-Team Sporting Kansas City für die MLS-Saison 2018. Nach Leihstationen bei Aldosivi und San Martín Tucumán wechselte er im April 2021 zum chilenischen Klub CSD Colo Colo.

### Nationalmannschaft
Im April 2024 wurde Amor erstmals für die syrische Nationalmannschaft in Betracht gezogen. In der Qualifikation zur Weltmeisterschaft 2026 debütierte der Defensivspieler dann bei der 0:5-Niederlage gegen Japan.

## Erfolge
Colo-Colo
- Chilenischer Meister: 2022
- Chilenischer Pokalsieger: 2021, 2023
- Chilenischer Supercup-Sieger: 2022